# 蓼叶风毛菊
蓼叶风毛菊（学名：Saussurea polygonifolia）是菊科风毛菊属的植物，是中国的特有植物。分布在中国大陆的云南等地，目前尚未由人工引种栽培。